# Наканиси-ха Итто-рю
Наканиси-ха Итто-рю (яп. 中西派一刀流) — древняя школа кэндзюцу, одно из ответвлений стиля Оно-ха Итто-рю, классическое боевое искусство Японии, основанное в XVIII веке мастером по имени Наканиси Тюта Танэсада. Школа Наканиси-ха Итто-рю оказало значительное влияния на формирование современного кэндо.

## История
Школа Наканиси-ха Итто-рю была основана в XVIII веке мастером по имени Наканиси Тюта Танэсада (яп. 中西忠太子定), который обучался под руководством 5-о и 6-о сокэ стиля Оно-ха Итто-рю до того, как создал собственную систему.
Сын Наканиси, Танэтакэ Тюдзо, стал вторым хранителем традиций и произвел революцию в практике школы путём внедрения в процесс тренировок синая в сочетании с богу, защитной бронёй (на тот промежуток времени синай использовали школы Синкагэ-рю, Нэн-рю и Тацуми-рю). Применение подобного снаряжения позволило фехтовальщикам свободно практиковать различные техники и участвовать в спортивных соревнованиях, предшествующих подъёму современного кэндо, и привело к быстрому росту популярности филиала Наканиси-ха Итто-Рю.
3-м главой Наканиси-ха Итто-рю стал Танэхиро Тюта Наканиси. Он обучал Сираи Тору Ёсинори (1781 — 1843), известного японского фехтовальщика. В рамках программы обучения школы Наканиси-ха Итто-рю были разработаны даосские дыхательные техники, которые были названы тэнсин («Небесный истина»). Сирай Тору Ёсинори написал подробные инструкции по данной практике в своей книге под названием «Хэйхо мити сирубэ» («Руководство на Пути Хэйхо»). Данная работа распространялась из рук в руки во времена периода Токугава и была опубликована несколько раз лишь в начале 1900-х.
4-й сокэ школы, Цугумаса Тюбэй Наканиси, имел репутацию лучшего фехтовальщика и последователя традиций школы. Как таковое, наименование Наканиси-ха Итто-рю не было в употреблении до эпохи Сёва (1925 — 1989); сам мастер Наканиси называл школу,знания которой он практиковал, как Оно-ха Итто-рю. Многие из последователей Тюбэя впоследствии открыли собственные филиалы.
Такано Садзабуро, один из ключевых разработчиков современного японского фехтования и хорошо известный педагог, стал главою школы в период Мэйдзи. Он ввёл искусство фехтования в систему государственных школ Японии и сыграл важную роль в развитии Нихон кэндо ката. С тех пор искусство Наканиси-ха Итто-рю стало передаваться в семье Такано.

## Техническое особенности
Стиль Наканиси-ха Итто-рю примечателен тем, что в нем впервые начали применяться синаи и богу, используемые в современном кэндо.
С технической точки зрения, стиль Наканиси Тюта Танэсада отличается широкой стойкой и размеренными движениями, которые создают ощущение силы и благородства. Как и Оно-ха Итто-рю, Наканиси-ха поддерживает применение очень мягких перчаток, известных как ониготэ (яп. 鬼小手).

## Генеалогия
Линия передачи традиций школы Наканиси-ха Итто-рю выглядит следующим образом:
1. Ито Иттосай Кагэхиса, основатель Итто-рю;
2. Оно Тадааки (яп. 小野次郎右衛門忠明), основатель Оно-ха Итто-рю;
3. Оно Тадацунэ (яп. 小野次郎右衛門忠常);
4. Оно Тадаёри (яп. 小野次郎右衛門忠於);
5. яп. 小野次郎右衛門忠一;
6. Наканиси Тюта Танэсада, основатель Наканиси-ха;
7. Наканиси Тюдзо Танэтакэ (яп. 中西忠蔵子武);
8. Наканиси Тюта Танэхиро (яп. 中西忠太子啓);
9. Наканиси Тюбэй Цугумаса (яп. 中西忠兵衛子正);
10. яп. 高野佐吉郎苗正; (1803 — 1884);
11. Такано Ёсисабуро (яп. 高野芳三郎蕃正);
12. Такано Сасабуро (яп. 高野佐三郎豊正, 1862 — 1950);
13. Такано Косиро (яп. 高野甲子郎弘正, 1900 — 1987);
14. Такано Томоэ (яп. 高野友枝慧正).

На сегодняшний день традиции Наканиси-ха Итто-рю передаются в семье Такано.

## Известные последователи
Традиции школы Наканиси-ха Итто-рю практиковало большое число знаменитых фехтовальщиков, некоторых из которых основали собственные школы. Наиболее известные из них:
- Тэрада Гоэмон (основатель Тэнсин Итто-рю[5]);
- Сирай Тору;
- Такаянаги Ёсимаса (основатель Такаянаги-ха Тода-рю);
- Асари Ёсинобу (учитель Ямаока Тэссю);
- Тиба Сюсаку (основатель Хокусин Итто-рю);
- Такано Садзабуро (ключевой разработчик современного японского фехтования).